# Hu-Du-Men
Hu-Du-Men é um filme de drama hong-konguês de 1996 dirigido e escrito por Shu Kei. Foi selecionado como representante de Hong Kong à edição do Oscar 1997, organizada pela Academia de Artes e Ciências Cinematográficas.

## Elenco
- Josephine Siao - Lang Kim-Sum
- Anita Yuen - Yip Yuk-Sum
- Daniel Chan - Wong Man-Chun
- Waise Lee - Lung
- King-fai Chung - Chan Yiu-Cho